# Christophe Grzegorczyk
Pour les articles homonymes, voir Grzegorczyk.
Christophe (Krzysztof) Grzegorczyk, né le 8 mai 1946 à Cracovie (Pologne), et mort le 30 novembre 2018 à Contamine-sur-Arve (France), est un juriste et universitaire franco-polonais, qui a été professeur de droit et philosophie du droit, notamment à l'université Paris X Nanterre et à l'université de Versailles-Saint-Quentin-en-Yvelines.

## Biographie
Christophe Grzegorczyk est le fils de Mieczyslaw Grzegorczyk (docteur en droit, enseignant en droit international public à l’université Jagellonne) et de Helena Wójtowicz, enseignante de langue et littérature polonaises au Lycée d’Arts Plastiques de Cracovie.  
Il fait ses études au lycée Nowodworski puis à l’université Jagellonne. 
Formé dans les cercles de philosophie du droit de Cracovie, liés aux logiciens et philosophes de l’école de Lvov-Varsovie, il a été doctorant sous la direction du professeur Kazimierz Opalek (à l’instar de Jan Wolenski, Aleksander Peczenik, ou Tomasz Gizbert Studnicki), puis maître-assistant de l'université Jagellonne.
En 1972, il épouse Josette Kieffer, française et enseignante. Il s'installe en France et acquiert la nationalité française.  
Il intègre le CNRS, où il travaille comme assistant du professeur Georges Kalinowski, également formé à l’école de Lvov-Varsovie. Il devient ensuite assistant du professeur Michel Villey à l’Université Panthéon Assas. En 1978, sous la direction de ce dernier, il rédige une thèse agrégative. Elle est publiée en 1982, sous la direction de Michel Villey, Charles Eisenmann et Henri Battifol, et intitulée "Théorie générale des valeurs et le droit: Essai sur les prémisses axiologiques de la pensée juridique". 
Il devient ensuite maître de conférence (1985) puis professeur de droit (1990), dans les universités Paris X Nanterre puis Versailles-Saint Quentin en Yvelines. Il y enseigne le droit constitutionnel, la philosophie du droit, la logique et la méthodologie juridique. Il est également professeur associé à l'Université de Neuchâtel et à l'Université de Fribourg, en Suisse. Il assure des enseignements en masters à l’université  Panthéon Assas, à l'Institut universitaire européen de Florence, et à l'Université catholique de Lublin. 
Il a été secrétaire général puis membre du bureau de la Société française pour la philosophie et la théorie juridiques et politiques et membre de la section française de l’association internationale de philosophie du droit (IVR, ou Internationale Vereinigung für Rechts- und Sozialphilosophie). Il a été membre du comité de rédaction de la revue annuelle des Archives de Philosophie du Droit, à laquelle il a fréquemment contribué.
Il a écrit plusieurs ouvrages et articles en théorie du droit (théorie des valeurs, théorie des contraintes juridiques, théorie du langage), notamment en collaboration avec le professeur Michel Troper.
Polyglotte, alpiniste amateur, skieur et marin émérite, amateur d'histoire, il prend sa retraite en 2010 et quitte Paris pour s'installer dans son chalet des Alpes, où il vit ses dernières années à contempler la montagne.
Il meurtle 30 novembre 2018 à Contamine-sur-Arve.

## Principales publications
- C. Grzegorczyk, Les fondements philosophiques de la théorie de la décision administrative, Thèse 3e cycle, Sci. admin., Paris 1, E.H.E.S.S., 1973
- C. Grzegorczyk et T. Studnicki, Les Rapports entre la norme et la disposition légale, Archives de philosophie du droit, Le langage du droit, tome 19, ed. Sirey 1974
- C. Grzegorczyk,  Le rôle du performatif dans le langage du droit, Archives de philosophie du droit, Le langage du droit, tome 19, ed. Sirey 1974
- C. Grzegorczyk, Le concept de bien juridique : l'impossible définition ?, Archives de philosophie du droit,  Les biens et les choses, tome 24, ed. Sirey. 1979
- C. Grzegorczyk, La théorie générale des valeurs et le droit. Essai sur les prémisses axiologiques de la pensée juridique[2], ed. LGDJ 1982.
- C. Grzegorczyk, Le Jugement juridique en tant que jugement pratique (implications théoriques), Archives de philosophie du droit, Philosophie pénale, tome 28,  ed. Sirey. 1983
- C. Grzegorczyk, Évaluation critique du paradigme systémique dans la science du droit, Archives de philosophie du droit, Le système juridique,  tome 31, ed. Sirey. 1986
- C. Grzegorczyk, L'impact de la théorie des actes de langage dans le monde juridique: essai d'un bilan, in P. Amselek (dir.), Théorie des actes de langage, éthique et droit, Paris, PUF, 1986
- C. Grzegorczyk, Le sujet de droit, trois hypostases, Archives de Philosophie du Droit, Le sujet de droit, tome 34, ed. Sirey, 1989.
- C. Grzegorczyk, et P. Amselek (sous dir), Controverses autour de l'ontologie du droit, Paris,  PUF, 1989
- M Troper, C. Grzegorczyk et J.L. Gardies, Statutory Interpretation in France, in. D. Neil MacCormick and Robert. S Summers, Interpreting Statutes: A Comparative Study, Dartmouth , 1991.
- C. Grzegorczyk, F. Michaut, M.Troper (sous dir.), Le positivisme juridique[4], ed. LGDJ, 1992.
- C. Grzegorczyk, M.Troper, Precedent in France,  in D. Neil MacCormick and Robert S. Summers, Interpreting precedents : a comparative study, Aldershot ; Brookfield, Vt. : Ashgate/Dartmouth,1997
- C. Grzegorczyk, Ordre juridique comme réalité, Revue française de théorie, de philosophie et de culture juridiques, n°35, PUF, 2002.
- M.Troper, V. Champeil-Desplats et  C. Grzegorczyk (sous dir.), Théorie des contraintes juridiques, LGDJ Bruylant, 2005.